# Vanellus chilensis cayennensis
Vanellus chilensis cayennensis, llamado comúnmente caravana o avefría, es una de las subespecies en que se divide la especie Vanellus chilensis, un ave del orden de los Charadriiformes y de la familia de los Charadriidae, la cual habita en gran parte de América del Sur.

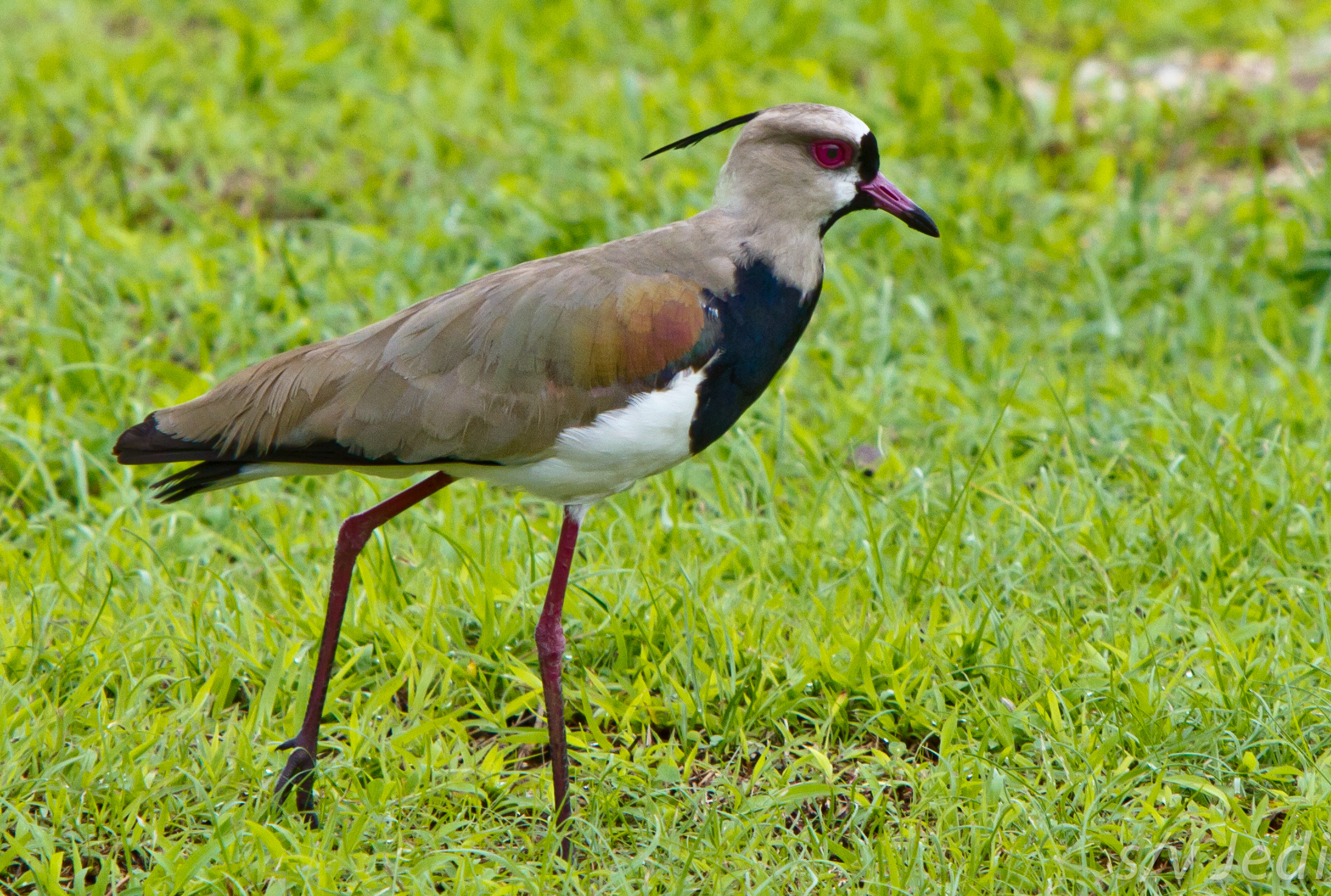
Vanellus chilensis cayennensis en Colón, Panamá.

## Descripción original y localidad tipo
La descripción original la efectuó Johann Friedrich Gmelin en el año 1789. La localidad tipo es «Cayena», en la actual Guayana Francesa.

## Distribución geográfica
Esta subespecie habita en el norte de América del Sur.
Brasilen el norte, en las islas del esturio del río Amazonas —por el oeste hasta río Branco, Boa Vista— hacia el norte. En el bajo Amazonas intergrada con V. c. lampronotus. Localidades brasileñas para el taxón: Boa Vista, isla Caviana, Diamantina, Maraba, río Tocantins, Obidos, río Maycuru, Distrito Monte Alegre, Santarem, etc.
Guayana francesa
Surinam
GuyanaAnnai, Demerara.
Isla TrinidadEs accidental.
VenezuelaEn el extremo norte de Amazonas. Localidades venezolanas para el taxón: Bolívar: Caicara, Maripa; Delta: Sacupana; Mérida: Mérida; Monagas: La Padrita, Río de Uracoa; Zulia: Catatumbo, Perija.
ColombiaAl oriente de los Andes, río Atrato los valles del Cauca en el oeste y sur del Cauca (Cali), Tolima (Salento), y Cundinamarca.
Localidades colombianas para el taxón: Caldas: Manizales, Antioquia: Medellín, Puerto Berrio;
Cauca: Cali; Choco: Río Atrato; Cundinamarca: Bogotá, El Roble; Meta: Barrigona; Santa Marta: Aracataca; Tolima: Salento; Valle del Cauca: Atuncela, Las Lornitas, Oaldas, Palmira, Quabinas, San Antonio. Puerto Colombia (Atlántico), la depresión Momposina.
Panamávisitante irregular en el este panameño. Aunque desconocido en décadas pasadas por habitantes de la Provincia de Panamá, al menos desde el año 2020 se le conoce como ave visitante habitual de la zona de la Ciudad del Saber (ver ficha de Aves de Clayton), entre los meses de marzo a octubre, nidificando hacia el mes de abril.
Ecuadorsólo dos colectas de ejemplares: en las montañas de Pichincha y Cotopaxi.
Perúal parecer, la única evidencia era demasiado escasa para justificar la inclusión de ese país en el rango de distribución de la especie: Taczanonrski decía que había un espécimen de la costa de Perú colectado por Raimondi. Modernos registros confirman a la especie como accidental en ese país, con observaciones en la región de Iquitos, con un ejemplar de esta raza en Putumayo.

## Hábitat
Aunque habita en descampados, campos ganaderos o agrícolas, e incluso en ámbitos urbanos, su presencia es más usual en las cercanías de ríos y lagunas, sobre pasto corto, playas arenosas o barrosas, etc. 

## Características y variación
Esta subespecie tiene un aspecto similar a Vanellus chilensis lampronotus, pero posee más blanco y menos negro en las mejillas, con una frente más negra. El resto de la cabeza y el cuello presenta tonos pardo-acanelados. El gris del cuello ventral prácticamente contacta con la corbata negra, casi sin blanco. El copete es similar al de V. c. lampronotus, aunque suele ser algo más corto y menos erguido. 
De todas las razas se la distingue por tener una mayor longitud del tarso, por ser el área de color negro del pecho más restringida, y sobre todo, en que el negro de la parte anterior del cuello termina antes de llegar al pecho.

### Medidas
Cuerda del ala (flat)♂: 223-244 mm (promedio 233,9); ♀: 222-240 mm (promedio 230,2)
Cola♂: 95-108 mm (promedio 99,6); ♀: 91,5-112 mm (promedio 99,7)
Banda negra de la cola♂: 45-52 mm (promedio 48,9); ♀: 43-52 mm (promedio 45)
Culmen expuesto♂: 28,5-32 mm (promedio 30,2); ♀: 27,5-32,5 mm (promedio 29,5)
Tarso♂: 73-87,5 mm (promedio 80,5); ♀: 73,5-84 mm (promedio 79,2).
Un macho adulto pesa alrededor de 280 gr.

## Taxonomía
Es posible que este taxón, junto con Vanellus chilensis lampronotus, sean divididos de las dos subespecies australes, las que formarían una especie separada.

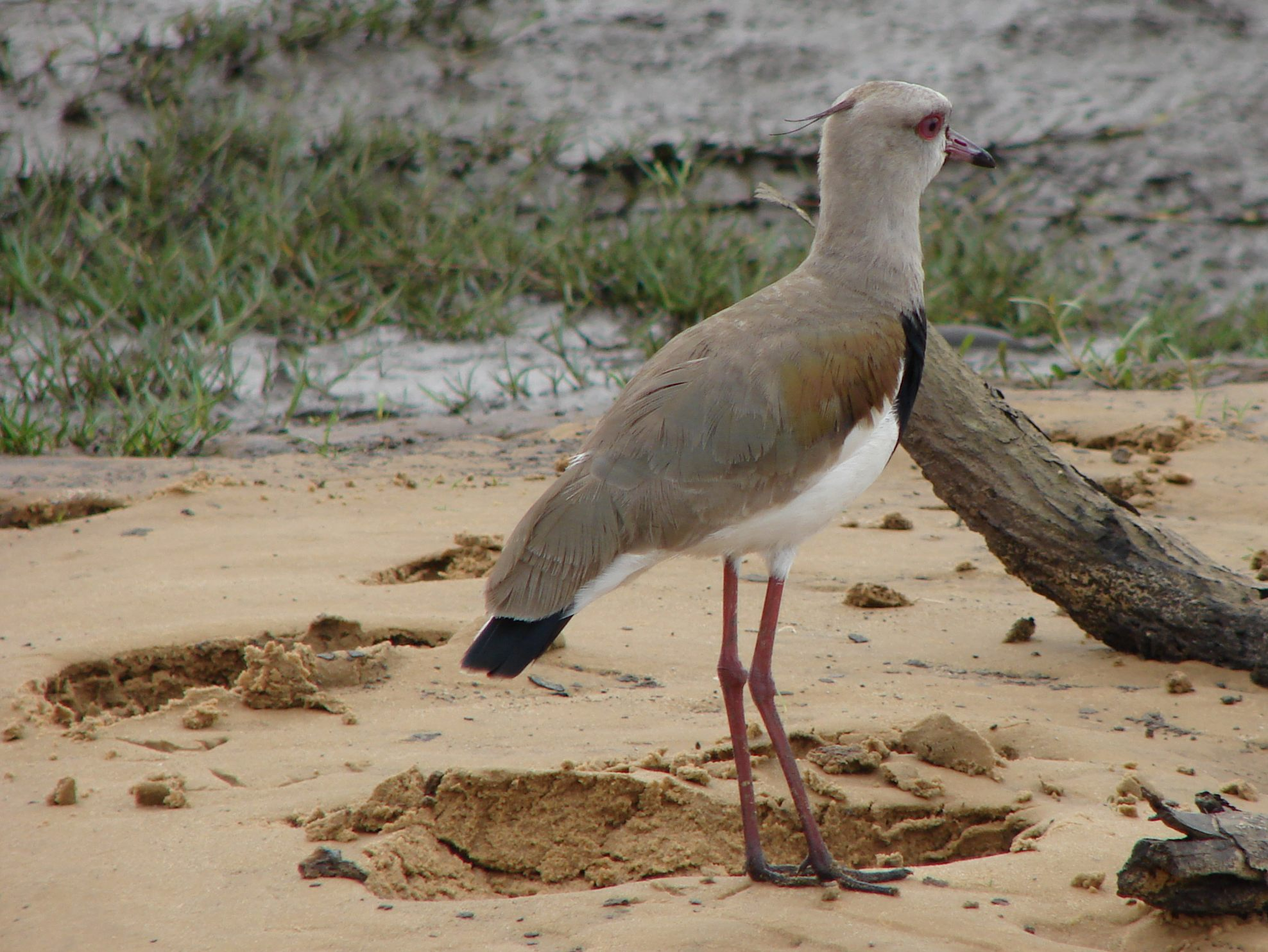
Vanellus chilensis cayennensis en el río Preguiças, Maranhão, Brasil.

## Alimentación
Se alimentan de insectos pequeños (es un aliado del hombre en el control de plagas agrícolas).

## Comportamiento
Por lo general se agrupan en bandadas, y son muy cuidadosos de sus pichones. Hacen sus nidos en el campo abierto, razón por la cual son muy sensibles ante cualquier ruido o movimiento extraño. Al alarmarse emiten su grito característico, estridente y repetido.

### Nidificación

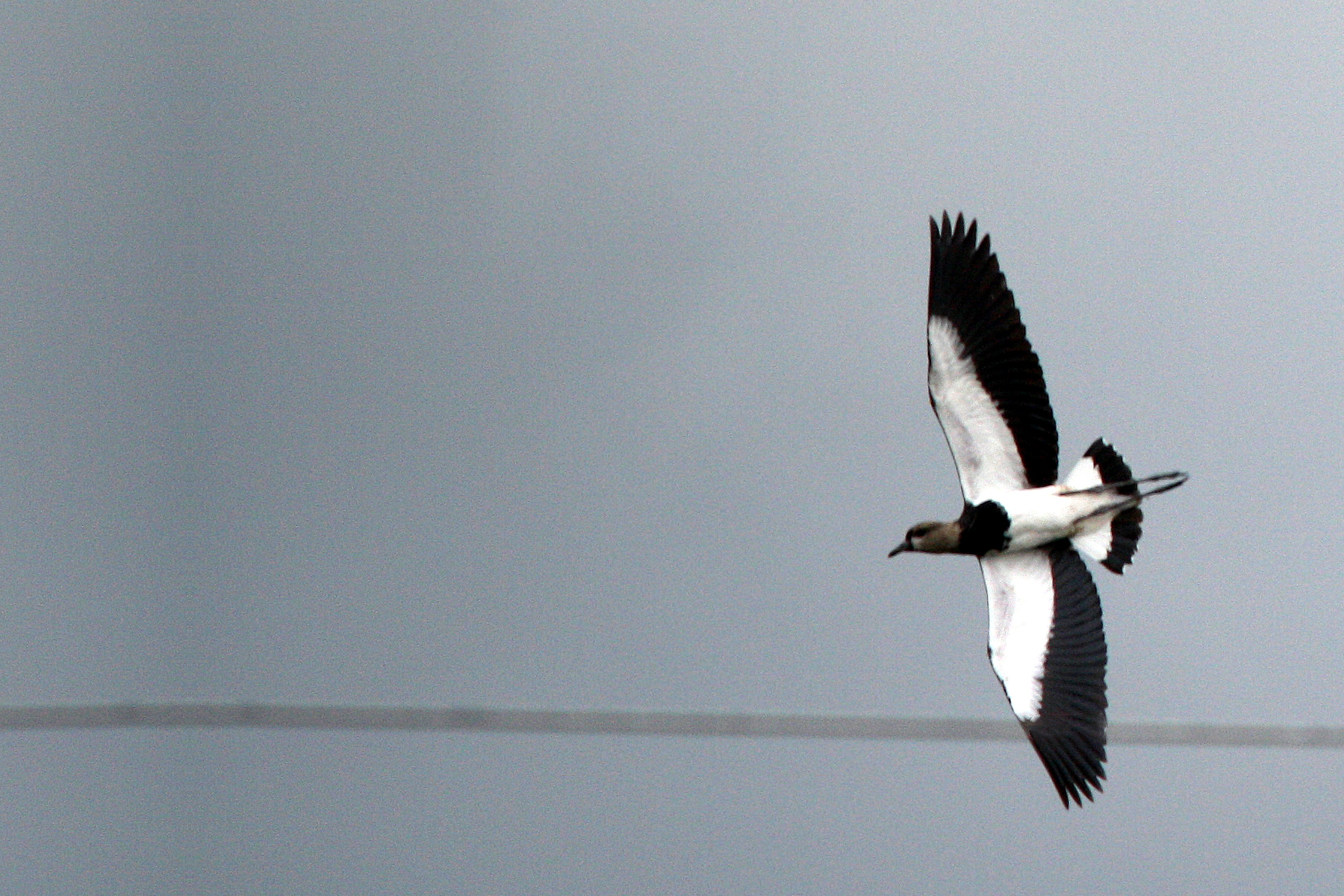
Vanellus chilensis cayennensis en vuelo, en Antioquia, Colombia.

Mientras está anidando, ante la presencia de un intruso teatraliza la situación echándose como si estuviera empollando, pero en otro lado, para que el visitante se dirija hacia él. En algunas ocasiones hace vuelos cortos alejándose de su nido con la apariencia de no poder volar bien, como si estuviera herido, repitiéndolo varias veces cada vez más lejos hasta que pase el peligro. Muchas veces hace vuelos rasantes sobre el intruso, incluso rozándolo con sus espolones expuestos.
Su nido es un pequeño hoyo en el descampado apenas delimitado por ramitas y hierbas, y son muy difíciles de notar. Ponen sus huevos a finales del invierno, y la misma pareja puede poner varias veces durante el año. Los huevos se incuban durante 26 días. El color es gris verdoso con manchitas oscuras. Del cuidado de los pichones se ocupan tanto el padre como la madre. Los mismos quedan bajo cuidado de los padres hasta que aprenden a volar, lo que sucede aproximadamente al mes de vida.